# Palazzo Fortuny

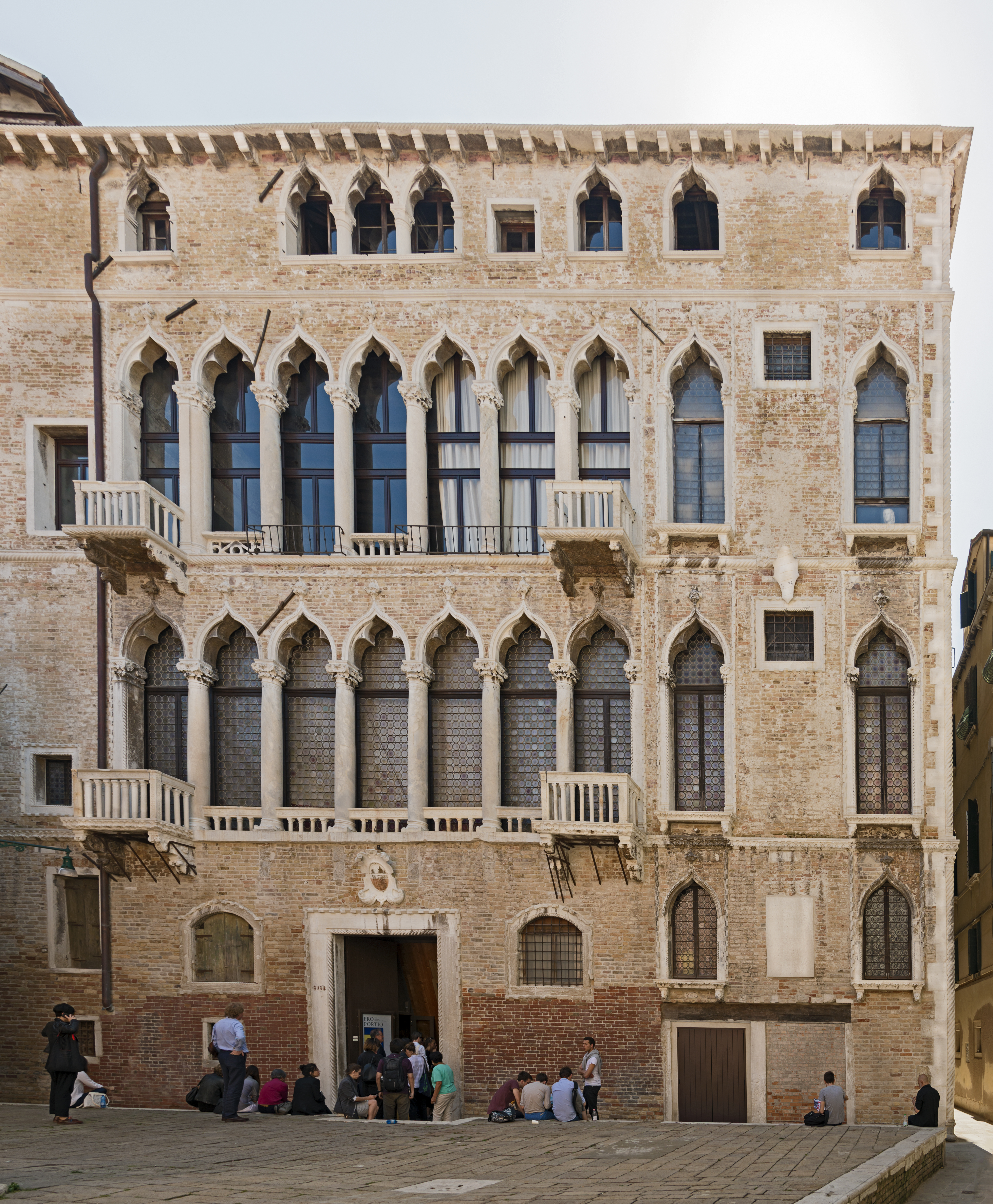
Palazzo Fortuny

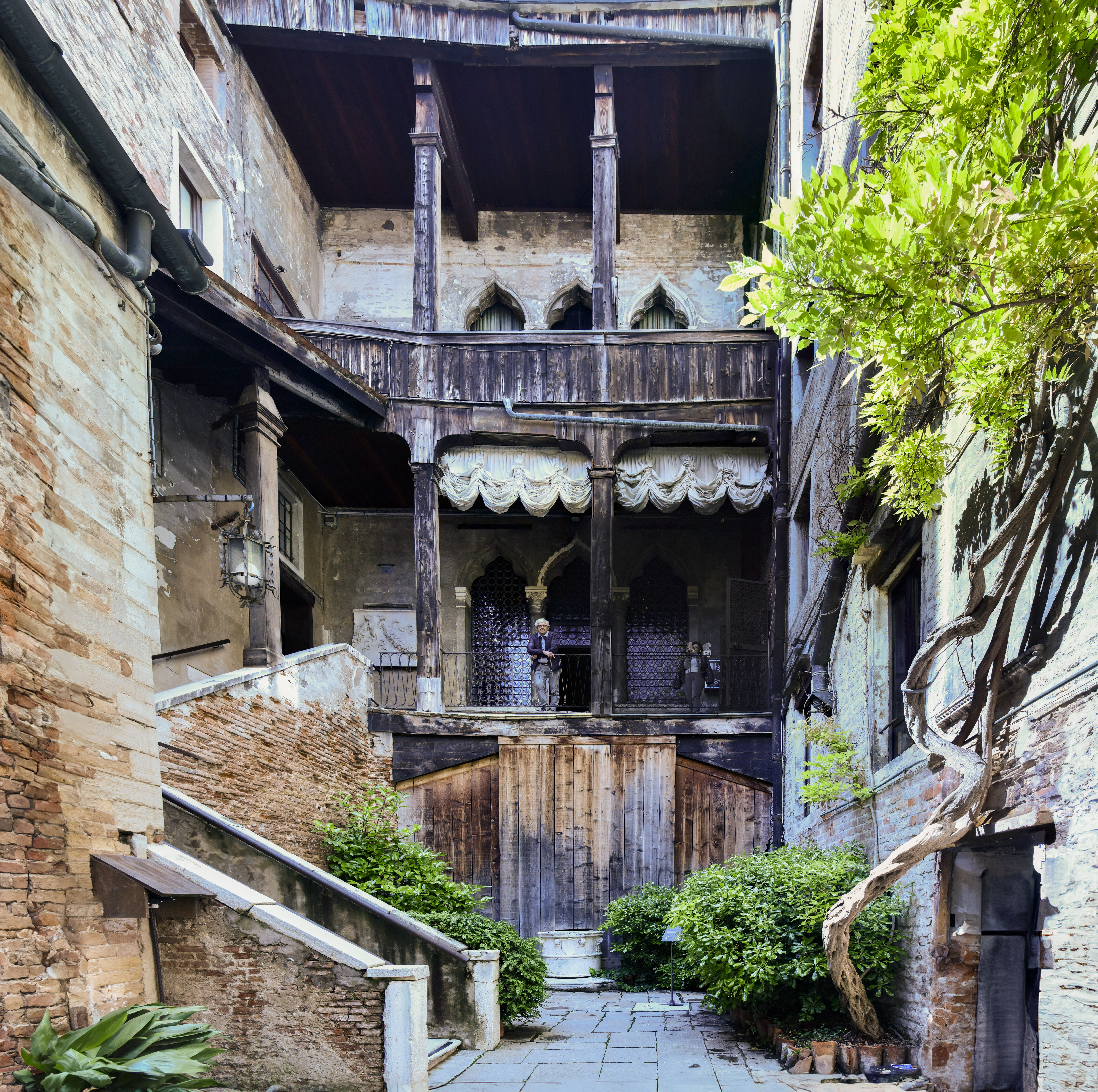
Palazzo Pesaro degli Orfei, heute Palazzo Fortuny: Hof mit Eingang zum Museum

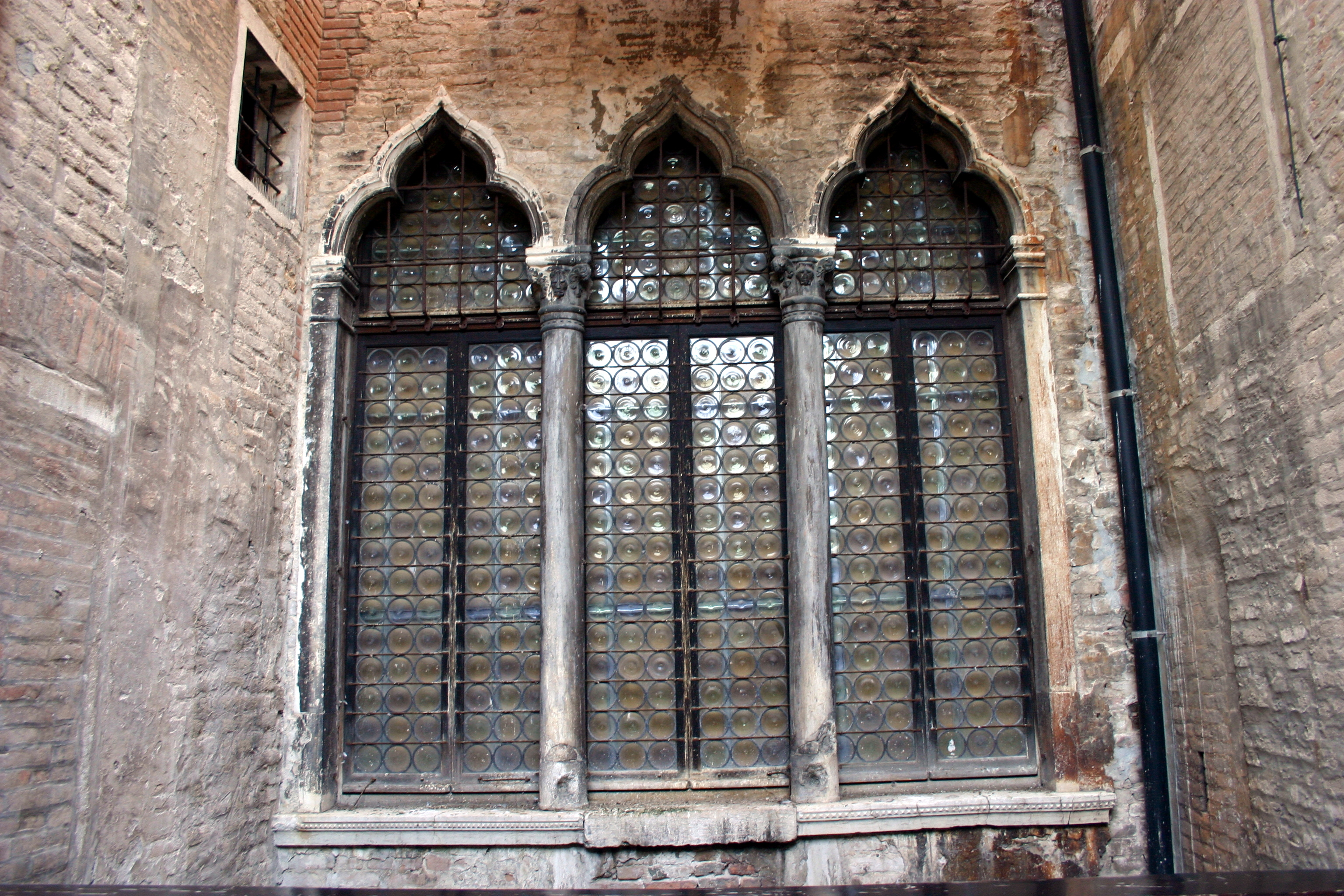
Palazzo Fortuny: Triforien

Der Palazzo Fortuny (vormals: Palazzo Pesaro degli Orfei) ist ein Palast des 15. Jahrhunderts, erbaut von der Familie Pesaro, im Sestiere von San Marco in Venedig. Seinen heutigen Namen erhielt das Haus durch seinen letzten Besitzer, Mariano Fortuny y Madrazo (1871–1949); es beherbergt seit 1956 im ersten Stockwerk ein Museum.

## Geschichte
Die Pesaros, die im 17. Jahrhundert mit ihrem Mitglied Giovanni Pesaro einen Dogen der Stadt stellten, waren seit dem Mittelalter eine der einflussreichsten Familien Venedigs. Um 1470 ließ sich die Familie am Campo San Beneto den seinerzeit größten Palast der Stadt errichten, der ein ganzes Häuserviertel umfasste. Das Gebäude, angeordnet um zwei Innenhöfe, bekam zwei Fassaden, eine zum Campo, dem öffentlichen Platz, die andere zum schmalen Kanal. Dazwischen wurde als Verbindung eine Halle von gut 45 Metern Länge errichtet. Der komplexe Grundriss spiegelt sich in den durch mehrgliedrige Loggien und gotische Triforien reich gegliederten, aber asymmetrisch angelegten Fassaden wider.
Das weiträumige Haus war im 17. Jahrhundert ein Theater, im 18. Jahrhundert wurde es als Konzerthaus genutzt, wodurch der Palazzo Pesaro den Namenszusatz degli Orfei erhielt. Im Jahr 1892 erwarb es der Bildhauer, Architekt und Erfinder Mariano Fortuny, nach dem es heute benannt ist.

## Museum
Fortuny lebte und arbeitete in dem Palazzo bis zu seinem Tod 1949. Seine Witwe Henriette vermachte das Gebäude mit allem Interieur 1956 der Stadt Venedig. Im ersten Stock, dem piano nobile, wurde ein Museum eingerichtet, das die Arbeiten Fortunys zeigt, darunter Modelle für Bühnenbauten und -beleuchtungen, Textilmuster, Ölgemälde, auch die des Vaters Marià Fortuny i Carbó, und Marmortorsi sowie Kleider und Stoffe in der von Mariano Fortuny  y Madrazo wiederentdeckten alten Technik des Plissé. Von 1980 bis 1998 befand sich im Palazzo Fortuny auch das dem Maler Virgilio Guidi gewidmete Museum Guidi.

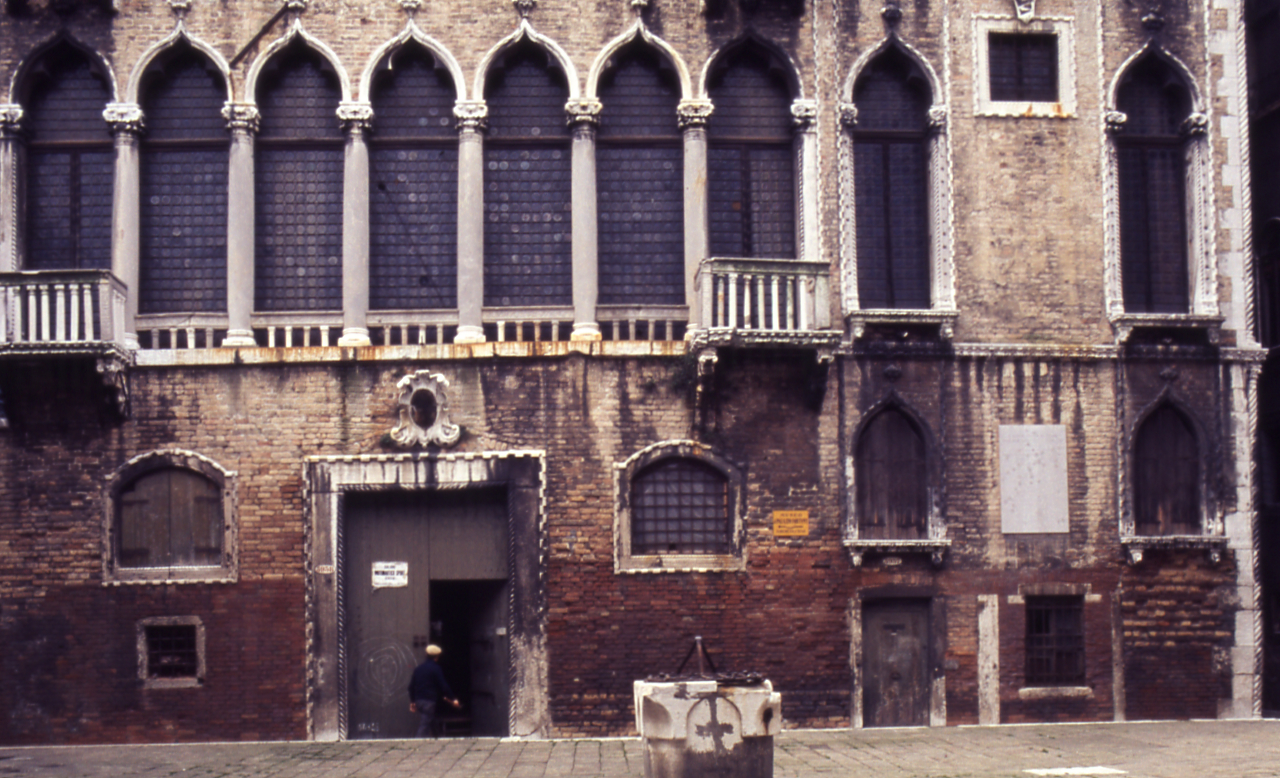
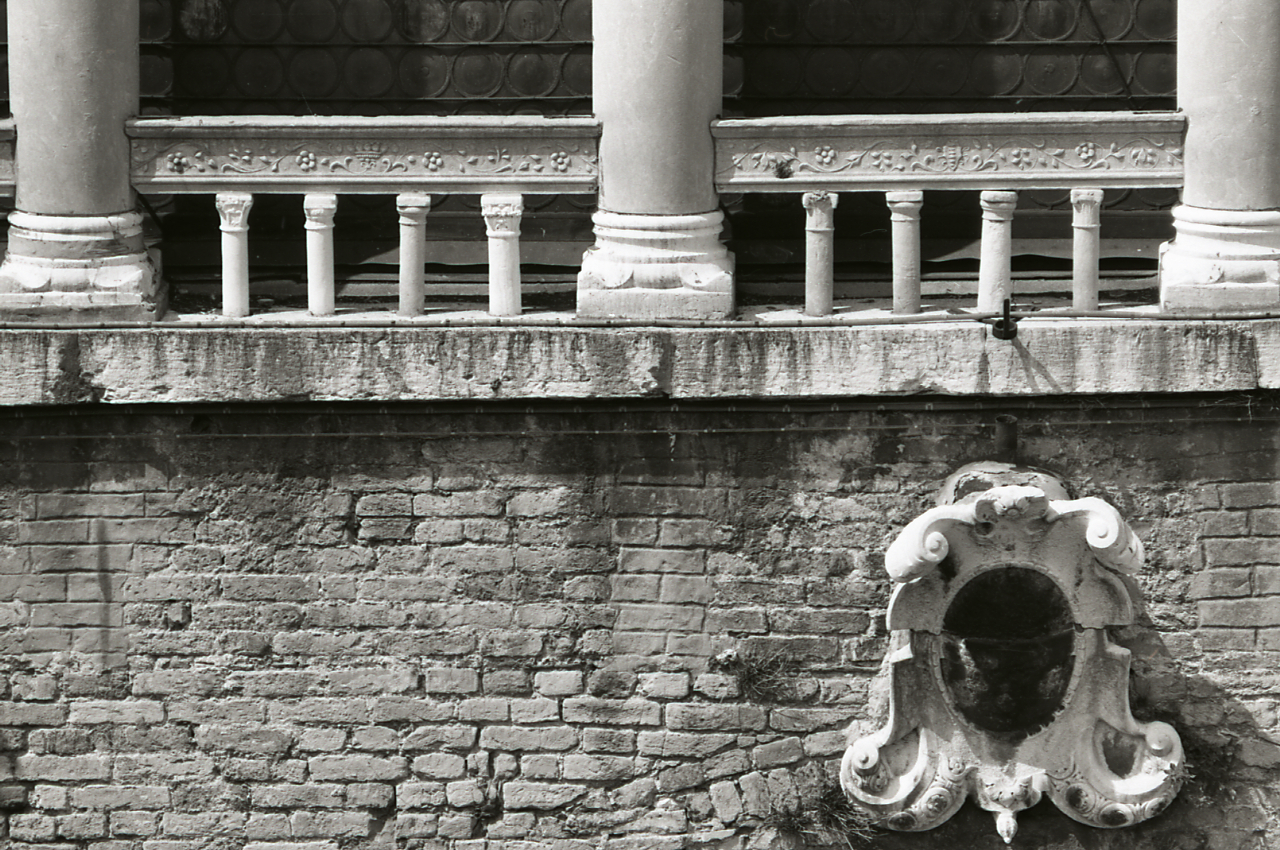
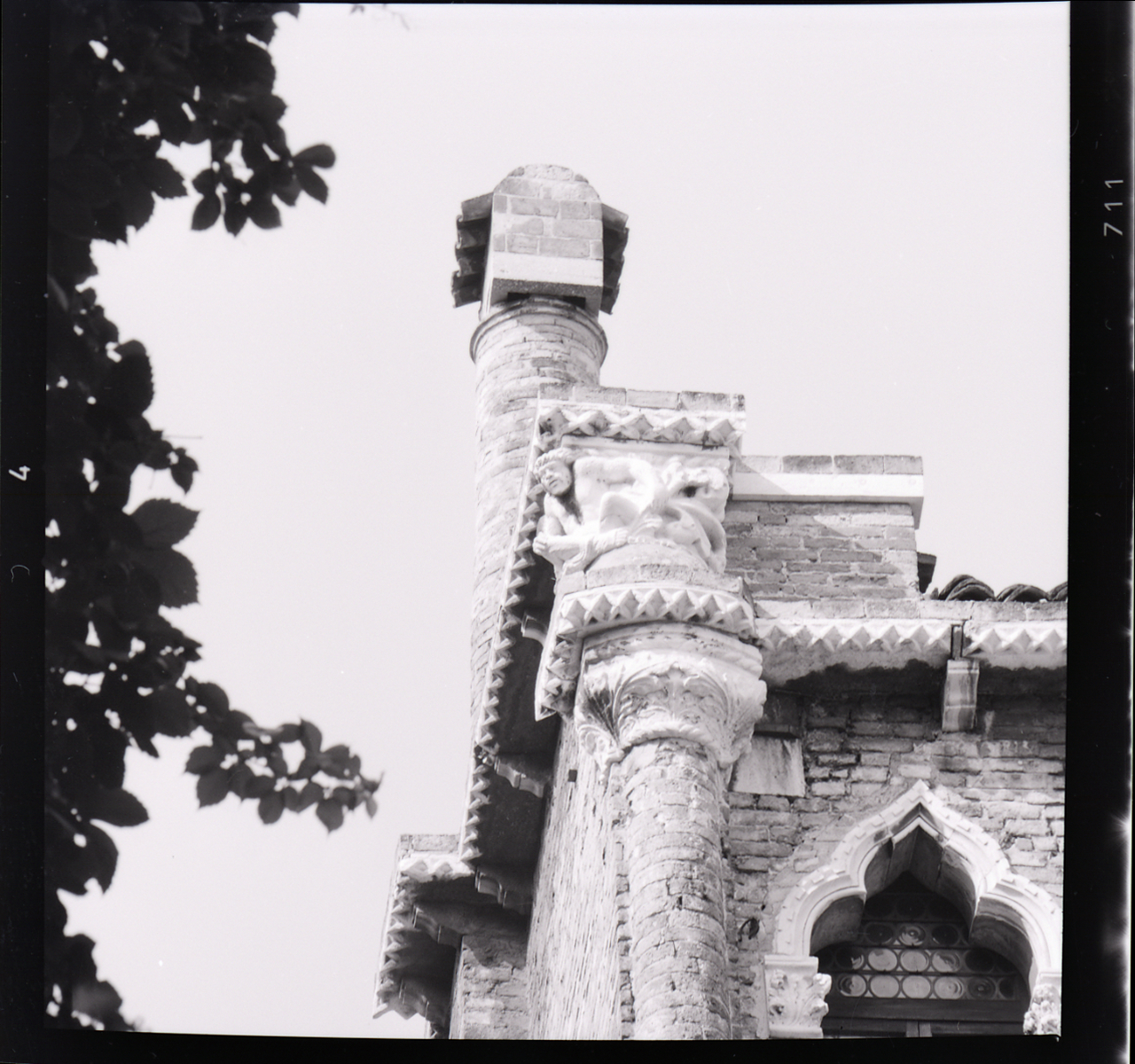